# جيمس مكاي (سياسي)
جيمس مكاي هو قاضي وسياسي كندي، ولد في 12 يوليو 1862، وتوفي في 1 ديسمبر 1931. انتخب عضو مجلس العموم الكندي.